# Covered Wagon Days
Covered Wagon Days è un film del 1940 diretto da George Sherman.
È un film western statunitense con Robert Livingston, Raymond Hatton e Duncan Renaldo. Fa parte della serie di 51 film western dei Three Mesquiteers, basati sui racconti di William Colt MacDonald e realizzati tra il 1936 e il 1943.

## Produzione
Il film, diretto da George Sherman su una sceneggiatura di Earle Snell con il soggetto di Earle Snell sui personaggi creati da William Colt MacDonald, fu prodotto da Harry Grey per la Republic Pictures e girato anell'Iverson Ranch a Chatsworth e nel Burro Flats (Simi Hills) (Simi Valley) in California nel marzo del 1940.

## Distribuzione
Il film fu distribuito negli Stati Uniti dal 22 aprile 1940 al cinema dalla Republic Pictures.

## Promozione
Le tagline sono:
- "The Three Mesquiteers Ride Trouble Train......it takes a triple threat to blast the outlaws of the border!".
- "A PAGE FROM AMERICA'S HISTORY OF FLAMING CONQUEST!".
- "Triple Threats to Blast Double Trouble!".